# موتوهیرو اوتا
موتوهیرو اوتا (انگلیسی: Motohiro Ota؛ زادهٔ ۱۹ ژانویهٔ ۱۹۸۷ بازیگر اهل ژاپن است.